# Pulau Pura
Pulau Pura är en ö i Indonesien.   Den ligger i provinsen Nusa Tenggara Timur, i den sydöstra delen av landet, 1 900 km öster om huvudstaden Jakarta. Arean är 28,4 kvadratkilometer.
Terrängen på Pulau Pura är kuperad. Öns högsta punkt är 976 meter över havet. Den sträcker sig 5,7 kilometer i nord-sydlig riktning, och 6,8 kilometer i öst-västlig riktning.